# Fernsehturm Schlemmin
Der Fernsehturm Schlemmin ist ein 94 Meter hoher Sendeturm der Deutschen Telekom AG südwestlich von Schlemmin, einem Ortsteil der Gemeinde Bernitt in Mecklenburg-Vorpommern.

## Beschreibung
Der Turm befindet sich auf einem südlichen Ausläufer des Berges Hohe Burg, südlich des Naturschutzgebietes „Hohe Burg und Schwarzer See“, etwa 118 Meter über dem Meeresspiegel in einem waldreichen Gebiet. Die Fertigstellung des zunächst 60,5 Meter hohen Bauwerks erfolgte nach einem Entwurf von Ahrend 1965/67 im Zuge des Aufbaus eines Richtfunknetzes in der DDR. Außerdem wurden Fernsehsignale abgestrahlt. Der monolithische Stahlbetonschaft wurde in Gleitschalung gefertigt. Heute dient der Turm dem Mobilfunk und Richtfunkturm. Der Turm dient als Richtfunkrelais zwischen FMT Rostock und FMT Schwerin.
Ungewöhnlich an diesem Turm, der in freier Flur fernab größerer Städte steht, ist, dass er mit einer Aussichtsplattform für den Publikumsverkehr ausgerüstet ist. Diese wurde jedoch nach der Wende geschlossen, dann kurzzeitig ohne Nutzungsmöglichkeit des Personenaufzugs wieder eröffnet und ist schließlich seit 1992 für die Öffentlichkeit nicht mehr zugänglich. Eine 1969 eröffnete Waldgaststätte namens Hohe Burg am Fuße des Turms mit 250 Sitzplätzen ist heute nicht mehr vorhanden. Im Zuge von Modernisierungsarbeiten am Bauwerk, dem Aufzug und der Sendetechnik montierte man 1992 einen Aufsatzmast für weitere Antennen aufs Dach, der die Gesamthöhe des Turms um über 30 Meter steigerte.

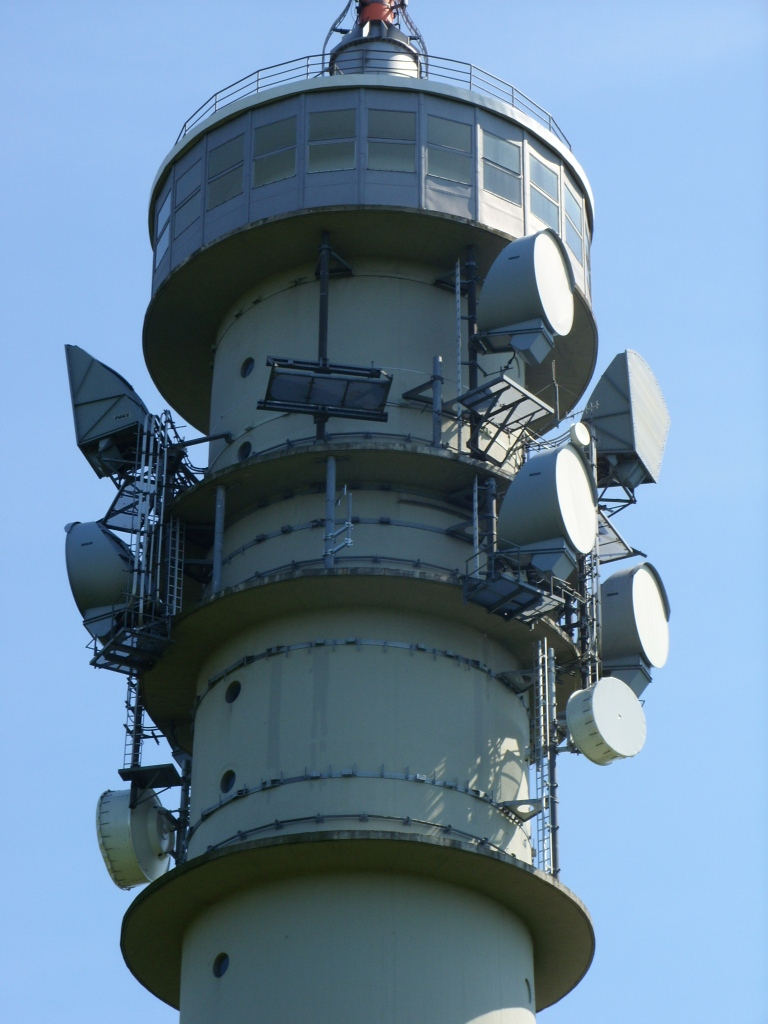
Antennen und geschlossene Besucherplattform

## Technische Daten
- Gesamthöhe ursprünglich: 60,5 m, seit 1992: 94 m
- Schaftdurchmesser unten: 12,2 m
- Schaftdurchmesser oben: 8,5 m
- Höhe der Aussichtsplattform: 56 m[1]